# Уряд Ємену
Уряд Ємену — вищий орган виконавчої влади Ємену.

## Голова уряду
- Прем'єр-міністр — Ахмад Убейд ібн Дагхір (англ. Ahmad Ubayd bin Daghir).
- Віце-прем'єр-міністр — Абд аль-Азіз Ахмад Джубарі (англ. Abd al-Aziz Ahmad Jubari).
- Віце-прем'єр-міністр — Абд аль-Малік Абд аль-Джаліль аль-Міхлафі (англ. Abd al-Malik Abd al-Jalil al-Mikhlafi).
- Віце-прем'єр-міністр — Хусейн Мухаммад Араб (англ. Husayn Muhammad Arab).

## Кабінет міністрів
Склад чинного уряду подано станом на 5 жовтня 2016 року.
| Логотип | Міністерство                                              | Міністр                                                                           | Фото | Час на посаді | Час на посаді | Партія | Партія | Вебсайт |
| ------- | --------------------------------------------------------- | --------------------------------------------------------------------------------- | ---- | ------------- | ------------- | ------ | ------ | ------- |
|         | Міністерство внутрішніх справ                             | Хусейн Мухаммад Араб (Husayn Muhammad Arab)                                       |      |               |               |        |        |         |
|         | Міністерство водних ресурсів і екології                   | Іззі Шурайм (Izzi Shuraym)                                                        |      |               |               |        |        |         |
|         | Міністерство державної служби та соціальної безпеки       | Абд аль-Азіз Ахмад Джубарі (Abd al-Aziz Ahmad Jubari)                             |      |               |               |        |        |         |
|         | Міністерство електрики                                    | Абдалла Мухсін аль-Аква (Abdallah Muhsin al-Akwa)                                 |      |               |               |        |        |         |
|         | Міністерство житлово-комунального господарства і шляхів   | Вахі Таха Аман (Wahi Taha Aman)                                                   |      |               |               |        |        |         |
|         | Міністерство з прав людини                                | Із аль-Дін аль-Асбахі (Izz al-Din al-Asbahi)                                      |      |               |               |        |        |         |
|         | Міністерство закордонних справ                            | Абд аль-Малік Абд аль-Джаліль аль-Міхлафі (Abd al-Malik Abd al-Jalil al-Mikhlafi) |      |               |               |        |        |         |
|         | Міністерство інформації                                   | Муамар Мутахір аль-Іряні (Muamar Mutahir al-Iryani)                               |      |               |               |        |        |         |
|         | Міністерство культури                                     | Марван Ахмад Дамадж (Marwan Ahmad Damaj)                                          |      |               |               |        |        |         |
|         | Міністерство молоді та спорту                             | Наїф аль-Бакрі (Nayif al-Bakri)                                                   |      |               |               |        |        |         |
|         | Міністерство місцевого самоврядування                     | Абд аль-Ракіб аль-Асваді (Abd al-Raqib al-Aswadi)                                 |      |               |               |        |        |         |
|         | Міністерство нафтової та гірничої промисловості           | Сейф Мухсін аль-Шаріф (Sayf Muhsin al-Sharif)                                     |      |               |               |        |        |         |
|         | Міністерство оборони                                      | генерал-майор Махмуд Ахмад аль-Субайхі (Mahmud Ahmad al-Subayhi)                  |      |               |               |        |        |         |
|         | Міністерство освіти                                       | Абд аль-Латіф аль-Хакімі (Abd al-Latif al-Hakimi)                                 |      |               |               |        |        |         |
|         | Міністерство освіти і науки                               | Хусейн Абд аль-Рахман Басалма (Husayn Abd al-Rahman Basalma)                      |      |               |               |        |        |         |
|         | Міністерство охорони здоров'я і народонаселення           | Насір Баум (Nasir Ba'um)                                                          |      |               |               |        |        |         |
|         | Міністерство планування і міжнародної кооперації          | Мухаммад аль-Майтамі (Muhammad al-Maytami)                                        |      |               |               |        |        |         |
|         | Міністерство правових питань                              | Ніхал аль-Авлакі (Nihal al-Awlaqi)                                                |      |               |               |        |        |         |
|         | Міністерство промисловості та торгівлі                    | Мухаммад аль-Сааді (Muhammad al-Saadi)                                            |      |               |               |        |        |         |
|         | Міністерство риболовлі                                    | Фахад Салім Кафаїн (Fahad Salim Kafayin)                                          |      |               |               |        |        |         |
|         | Міністерство соціальної політики і праці                  | Саміра Убейд (Samira Ubayd)                                                       |      |               |               |        |        |         |
|         | Міністерство сільського господарства та іригації          | Ахмад аль-Майсарі (Ahmad al-Maysari)                                              |      |               |               |        |        |         |
|         | Міністерство телекомунікацій та інформаційних технологій  | Лутфі Башаріф (Lutfi Basharif)                                                    |      |               |               |        |        |         |
|         | Міністерство технічної та професійної освіти              | Абдалла Салім Ламлас (Abdallah Salim Lamlas)                                      |      |               |               |        |        |         |
|         | Міністерство транспорту                                   | Мурад аль-Халімі (Murad al-Halimi)                                                |      |               |               |        |        |         |
|         | Міністерство туризму                                      | Мухаммад Абд аль-Маджид Кубаті (Muhammad Abd al-Majid Qubati)                     |      |               |               |        |        |         |
|         | Міністерство у справах експатріатів                       | Алаві Бафакіх (Alawi Bafaqih)                                                     |      |               |               |        |        |         |
|         | Міністерство у справах релігійних пожертв і проповідників | Ахмад Зубаян Атіях (Ahmad Zubayan Atiyah)                                         |      |               |               |        |        |         |
|         | Міністерство фінансів                                     | Ахмад Убейд аль-Фадлі (Ahmad Ubayd al-Fadhli)                                     |      |               |               |        |        |         |
|         | Міністерство юстиції                                      | Халід Баджунайд (Khalid Bajunayd)                                                 |      |               |               |        |        |         |
|         | Державний міністр                                         | Абд аль-Раб Саліх аль-Саламі (Abd al-Rab Salih al-Salami)                         |      |               |               |        |        |         |
|         | Державний міністр столиці                                 | Абд аль-Гхані Джаміль (Abd al-Ghani Jamil)                                        |      |               |               |        |        |         |
|         | Державний міністр імплементації національного діалогу     | Ясір Абдалла аль-Райні (Yasir Abdallah al-Raini)                                  |      |               |               |        |        |         |

## Історія
У 2012 році, після того, як Алі Абдалла Салех пішов у відставку в результаті Революції в Ємені, частини ширших протестів несла Арабська весна у рамках політичного перехідного плану, підтриманого державами Перської затоки, Абд Раббо Мансур Гаді став тимчасовим президентом, і наглядав за національним діалогом з метою розробки більш інклюзивної федеральної конституції. У 2014 році хусити швидко просунулися на південь від Саади і захопили столицю Ємені - Сана 21 вересня за допомогою Салеха. У 2015 році Гаді намагався оголосити нову федеральну конституцію. Хусити, які виступали проти конституції, заарештували його і змусили піти у відставку. Він втік до Адена і оголосив його тимчасовою столицею. Він також звернувся до міжнародної спільноти з проханням втрутитися або спровокувавши втручання арабської коаліції на чолі з країною Саудівською Аравією.